# Bergdorf Goodman
Bergdorf Goodman is een Amerikaans luxe warenhuis met twee filialen aan Fifth Avenue in New York. Het hoofdfiliaal, waar damesmode en -accessoires worden verkocht ligt aan 754 5th Avenue, op de hoek met 58th Street. De herenmode is sinds 1990 gehuisvest aan de overzijde aan 745 5th Avenue in het voormalige pand van F.A.O. Schwarz. Naast mode biedt het warenhuis exclusieve woonaccessoires, bruidsmode, schoenen, juwelen, kinderkleding en cosmetica.
Bergdorf Goodman is opgericht in 1899 door Herman Bergdorf en Edwin Goodman. Bergdorf was een uit de Elzas afkomstige immigrant, die een kleermakerij opende in de buurt van Union Square. In 1901 kwam Goodman in dienst, die de zaak in 1903 overnam. Al snel maakte het warenhuis naam met exclusieve mode van Amerikaans en Franse modeontwerpers. In 1928 werd de huidige locatie betrokken en lanceerde Goodman samen met zijn zoon Andrew een exclusieve bontcollectie, eigen parfums en een eigen schoonheidssalon en werden de collecties van de huismerken uitgebreid.
In 1972 werd het warenhuis verkocht aan Broadway-Hale Stores, later Carter Hawley Hale Stores, voor een bedrag van 12,5 miljoen dollar. Dit bedrijf had in 1969 de warenhuisketen Neiman Marcus overgenomen. Sinds 1987 maakt het samen met Neiman Marcus en Contempo Casuals onderdeel uit van de Neiman Marcus Group.